# آلکون
آلکون (انگلیسی: Alkun) یک شهرک در شهرستان سونژنسکی|شهرستان سونژنسکی استان اینگوش کشور روسیه است.